# Devil May Cry 2
Devil May Cry 2 (Japans: デビル メイ クライ 2 Romaji: Debiru Mei Kurai Tsū) is het tweede computerspel in de Devil May Cry-reeks, en is ontwikkeld en uitgegeven door Capcom. DMC2 kwam uit in de Verenigde Staten op 25 januari 2003 en in Europa op 28 maart 2003. Het actie-avontuur/hack and slash-spel is uitgekomen voor PlayStation 2.
In maart 2012 kwam er een speciale HD-versie uit voor PlayStation 3 en Xbox 360. Op 13 maart 2018 is het spel ook uitgebracht voor PlayStation 4, Xbox One en Windows.

## Gameplay
In Devil May Cry 2 speelt men als Dante of Lucia in een stedelijke omgeving waarbij tegen groepen monsters gevochten moet worden. Het spel bestaat uit snelle gevechten waarbij specifieke doelen in een speelgebied voltooid moeten worden. Hierna krijgt de speler een beoordeling gebaseerd op letters (D tot S).
Nieuw in dit deel is de ontwijk-knop waarbij Dante of Lucia een aanval kan ontwijken. Ook kan in dit spel gewisseld worden van wapen.
Er zijn enkele puzzel- en speurelementen toegevoegd.

## Ontvangst en verkoop
In het Verenigd Koninkrijk werd DMC2 het bestverkochte spel in de eerste helft van 2003. In september 2006 werd bekend dat het spel ruim 1,7 miljoen keer is verkocht.
| Aggregator      | Score  |
| --------------- | ------ |
| Metacritic      | 68/100 |
| Beoordeeld door | Score  |
| Eurogamer       | 5/10   |
| GamePro         | 4/5    |
| GameSpot        | 6,4/10 |
| IGN             | 7/10   |